# Brian Kelly (cầu thủ bóng đá, sinh năm 1937)
William Brian Kelly (25 tháng 9 năm 1937 - tháng 3 năm 2013) là một cầu thủ bóng đá người Anh thi đấu ở vị trí tiền đạo trung tâm cho Dover, Queens Park Rangers, Bexleyheath & Welling, Romford và Bexley United.